# Thanh Mỹ, Thanh Chương
Thanh Mỹ là một xã thuộc huyện Thanh Chương, tỉnh Nghệ An, Việt Nam.
Xã Thanh Mỹ có diện tích 27,77 km², dân số năm 1999 là 8280 người, mật độ dân số đạt 298 người/km².